# Interliga (ragbi) 2006./07.
Interliga je ragbijaško ligaško natjecanje najboljih klubova iz središnje/jugoistočne Europe. Igra se po liga-sustavu. Bodovanje je: 4 boda za pobjedu, 2 za neriješeno, a 0 za poraz. Pobijedi li se protivnika s 4 ili više od 4 postignutih polaganja, dobiva se dodatni bod; za poraz sa 7 ili manje poena, dobiva se dodatni bod.
Sudionici su:
- Zagreb
- Mladost iz Zagreba
- Nada iz Splita
- Makarska rivijera iz Makarske
- Ljubljana
- Olimpija iz Ljubljane

## Rezultati
Rezultati iz nacionalnih prvenstava se prenose u ovu ligu.
- 1. kolo

- 2. kolo

- 3. kolo:

14. listopada:
- 4. kolo:
- 5. kolo:
- 6. kolo:
- 7. kolo:
- 8. kolo: 24. ožujka

Olimpija - Mladost 13:13

Makarska rivijera - Ljubljana 34:10

Zagreb - Nada 3:6
- 9. kolo:

14. travnja

Ljubljana - Mladost 29:14

Olimpija - Nada 12:48

Makarska rivijera - Zagreb 12:10
- 10. kolo

21. travnja

Nada - Ljubljana 15:11 (8:3)

"Ljubljani" je bila potrebna pobjeda za osigurati naslov prvaka Interlige; "Nadi" je također bila potrebna pobjeda za osigurati naslov prvaka Interlige. U slučaju neriješenog ishoda, "Nada" je u zadnjem kolu morala pobijediti ("Ljubljani" je ovo bio zadnji susret, "Nadi" predzadnji).

Zagreb - Olimpija 36:6

Mladost - Makarska rivijera 7:17 
28. travnja
- zaostatci 7. kola

Mladost - Zagreb 17:27 

Nada - Makarska rivijera 21:12

## Konačna ljestvica
Konačni poredak na koncu natjecanja je bio idući:
| Mj. | Klub         | Ut | Pb | N | Pz | RP   | Bod |
| --- | ------------ | -- | -- | - | -- | ---- | --- |
| 1.  | Nada         | 10 | 9  | 0 | 1  | +262 | 41  |
| 2.  | Ljubljana    | 10 | 7  | 0 | 3  | +161 | 35  |
| 3.  | Ma. rivijera | 10 | 6  | 0 | 4  | +67  | 28  |
| 4.  | Zagreb       | 10 | 6  | 0 | 4  | -24  | 27  |
| 5.  | Olimpija     | 10 | 0  | 2 | 8  | -233 | 6   |
| 6.  | Mladost      | 10 | 0  | 2 | 8  | -226 | 5   |

Prvak Interlige za sezonu 2006/07. je splitska "Nada".